# 平塚正幸 (実業家)
平塚 正幸（ひらつか まさゆき、1950年 - ）は、日本の実業家。平塚製菓株式会社代表取締役社長、日本チョコレート工業組合理事長。初めて東京産のカカオ豆を原料とするチョコレート開発を主導し、製品化を成功させた。旭日小綬章受章者。

## 人物・経歴
1950年1月、東京都台東区入谷町に生まれる。1973年3月、立教大学法学部卒業。同年4月、関西の大手菓子メーカーに入社。1975年4月、平塚製菓株式会社に入社。
同社で製品の企画開発に注力した後、常務、専務などを歴任。1990年9月、同社代表取締役社長に就任。
平塚製菓は、2021年で創業120年を迎えた老舗製菓メーカーである。当初は京都で和菓子屋としてスタートし、戦後になりチョコレート製造メーカーにシフト。
その後、同社は焼き菓子やウエハース、キャンディの製造などチョコレート以外への多角化を進めるが、業績が低迷しどれも上手くいかなかったことから、会社理念や経営方針を見つめ直し、自社ブランドを全てやめて、経営者としてチョコレート専業のOEMメーカーとする舵を切った。当時会長であった先代はOEMメーカーになることに反対し理解を得られなかったが、結果的にOEM化の路線は新しい顧客を開拓することに繋がり、初年度から比べると売上が約3倍となる事業再生の成功を収めた。
2008年9月、草加市倫理法人会会長に就任。2012年10月、日本チョコレート工業厚生年金基金理事長、2014年5月、日本チョコレート工業組合理事長に就任。
また、2013年には、草加東工場が竣工し、生産能力が5割増しとなり、OEM需要に十分対応できる体制を構築した。OEM商品の中でも、東京スカイツリーのお土産商品としてツリーの原寸から正確に縮尺し成型したチョコレート商品は、東京スカイツリー関連のお土産の中で売上1位、2位を争う人気商品に育っている。
2019年には、東京都小笠原村の母島で2003年から経営者として進めてきたカカオの栽培計画である「東京カカオプロジェクト」において、史上初めて東京で栽培したカカオ豆からチョコレートを作ることに成功し、『TOKYO CACAO』として製品化した。
2020年以降、コロナ禍で百貨店の営業自粛や観光地での観光客の減少により、業績に大打撃を受け厳しい状況となったが、従来のOEMだけでなく流通菓子と呼ばれる卸問屋からスーパーやコンビニなどで販売される自社ブランド商品の製造を再開するなど新市場開拓による策を打ち出している。2020年9月には、千葉県香取市の新工場が稼働し、大手コンビニ向けのプライベートブランド商品の受注生産も可能な体制としている。
2021年、食料品加工業振興で顕著な功績を挙げたことがたたえられ、旭日小綬章を受章。